# Kurtapatak
Kurtapatak (románul Valea Scurtă) falu Romániában Kovászna megyében.

## Fekvése
Erdély legkeletibb részében, Kovászna megyében, Kézdivásárhelytől 12 km-re észak-északkeletre található, a Nemere hegylánc lábánál, a volt Háromszék vármegye egyik legrégebbi települése, 600 m tengerszintfölötti magasságban helyezkedik el. Közigazgatásilag a tőle keletre fekvő Esztelnekhez tartozó, kevesebb mint 300 fős, nagy többségben római katolikus település.

## Története
A falutól 3 km-re északra a Kászon völgyében 13. századi templom volt, amely valószínűleg az egykori Szentjános falu temploma volt, romjai a 19. századvégén még látszottak. Kurtapatak filiában a temetőben Baka Mártonné építtetett kápolnát 1663-ban Szent Péter és Pál tiszteletére.  1910-ben 545 magyar lakosa volt. A trianoni békeszerződésig Háromszék vármegye Kézdi járásához tartozott.Az 1567-es összeírás alkalmával 7 kapuja volt. 
1992-ben 271 lakosából 268 magyar és 3 román volt.

## Egyháztörténet
Egyházi szempontból a szomszédos Esztelnek filiája. A falunak a mai temetőkertben volt egy régi kápolnája. Baka Mártonné építtette 1663-ban. Romjait még a 19. század derekán látni lehetett. Helyét a Baka család egy emlékkereszttel jelölte meg 1899-ben. A kereszt még ma is áll.
A kurtapataki Szent Péter és Szent Pál-kápolnát 1874-ben Jakab Ferenc  építtette. Az oltárkép is e két apostolt ábrázolja. Kisebbik harangját 1774-ben öntötték. A templom előtt egy kőkereszt áll, Rancz András állíttatta 1876-ban.

## Látnivalók
A falu északi felén egy olyan magaslat emelkedik, melynek Zsidó-vár a neve. Históriáját azonban már elfelejtette az utókor. A település központjában millecentenáriumi kopjafa áll. Itt élt és működött Lengyel Béla ezermester, feltaláló, aki szélerőművet épített, csillagászati távcsövet állított össze. Munkájának ma Dimény Zoltán a méltó folytatója. Még ma is él a kurtapatakiak emlékvilágában, hogy a helybeli Laposkő-bánya kőlapjaival rakták ki a csíksomlyói kegytemplom pádimentumát. A követ Csavar István és Rancz Antal fuvarozták szekérrel Somlyóra. Erről emléktábla tanúskodik a kegytemplomban. Széles e vidéken jó híre van a kurtapataki szilvapálinkának. 
A szomszédos Bélafalván és Kurtapatakon halad keresztül az a piros kereszttel jelzett turistaút, amely a bélafalvi vasútállomásnál veszi kezdetét és az esztelneki Köz-bércen át a Lassúág völgyébe vezet.
Látnivalók a településen:
Ezeréves erdő
Lassúági természetvédelmi láp,
Szent Péter és Pál tiszteletére szentelt kápolna,
Az esztelneki ferences kolostor, középkori vártemplom

## Oktatás

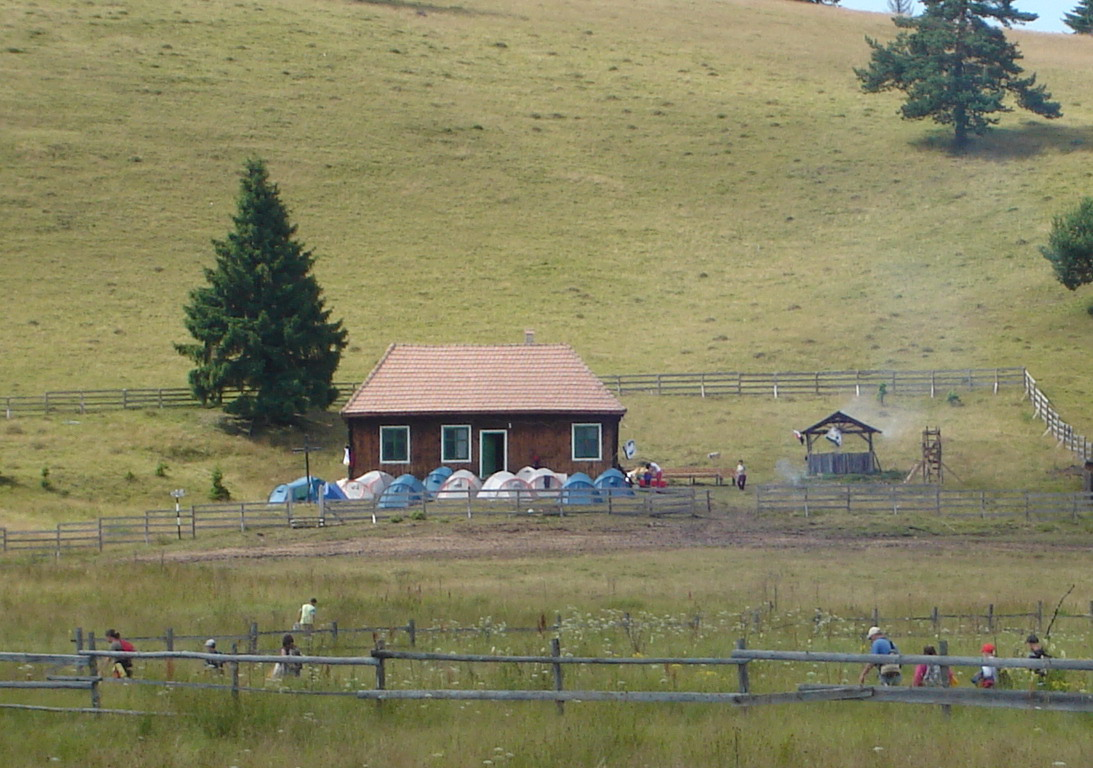
A csángótelepi iskola

Az iskolát a múlt század első felében az akkori közbirtokosság építtette.
Azóta is összevont osztályokban folyik a nevelői-oktatói munka.